# Bons-en-Chablais
Bons-en-Chablais è un comune francese di 4 888 abitanti situato nel dipartimento dell'Alta Savoia della regione dell'Alvernia-Rodano-Alpi.

## Società

### Evoluzione demografica
Abitanti censiti

## Amministrazione

### Gemellaggi
- Castione della Presolana